# Glenn Buchanan
Glenn Robert Buchanan (* 19. November 1962 in Townsville) ist ein ehemaliger australischer Schwimmer. Er gewann bei Olympischen Spielen zwei Bronzemedaillen.

## Karriere
Der 1,80 Meter große Buchanan erreichte 1984 bei den Olympischen Spielen in Los Angeles das Finale über 100 Meter Schmetterling mit der sechstbesten Vorlaufzeit. Im Finale siegte der Deutsche Michael Groß vor Pablo Morales aus den Vereinigten Staaten, wobei beide unter dem alten Weltrekord blieben. Dahinter schwamm Buchanan in 53,85 Sekunden einen neuen australischen Rekord und gewann die Bronzemedaille mit 0,4 Sekunden Vorsprung vor dem Venezolaner Rafael Vidal. Die australische Lagenstaffel erreichte in der Besetzung Mark Kerry, Peter Evans, Jon Sieben und Neil Brooks das Finale mit der schnellsten Zeit der Vorläufe. Im Finale lag die australische Staffel nach Kerry und Evans mit einer halben Sekunde Rückstand auf die Kanadier auf dem dritten Platz. Glenn Buchanan auf der Schmetterlingslage verlor 67 Hundertstelsekunden auf die Kanadier. Auf der Schlussstrecke schwammen Rowdy Gaines aus den Vereinigten Staaten und der Australier Mark Stockwell zeitgleich am schnellsten. Die US-Staffel siegte mit fast vier Sekunden Vorsprung vor den Kanadiern, zwei Hundertstelsekunden hinter den Kanadiern schlugen die Australier an und bekamen die Bronzemedaille. Im Gegensatz zu 1980 erhielten 1984 erstmals auch die nur im Vorlauf eingesetzten Schwimmer eine Medaille.
Glenn Buchanan blieb in Townsville eine bekannte Persönlichkeit. Als 2000 die olympische Fackel vor den Olympischen Spielen in Sydney durch Australien getragen wurde, war Buchanan einer der Fackelläufer in Townsville.